# Чайковська Марія Костянтинівна
Марія Константинівна Чайковська (3 квітня 1945, Львів) — українсько-російська віолончелістка та музичний педагог, професор та завідувачка кафедри віолончелі та контрабаса Московської консерваторії, доцент Київської консерваторії, Народна артистка Російської Федерації (2006) Заслужена артистка України (1969).

## Біографія
Марія Чайковська народилася 1945 року в музичній сім'ї у Львові. Вона почала займатися музикою у Львівській музичній школі імені С. Крушельницької у класі відомого педагога Є. Е. Шпіцера. У 1968 році Чайковська закінчила Московську консерваторію, а в 1971 році — асистентуру-стажування за класом Мстислава Ростроповича. Під час навчання вона стала лауреатом Всесоюзного конкурсу у Москві та Міжнародного конкурсу у Будапешті, а також отримала диплом Міжнародного конкурсу ім. Петра Чайковського.
З 1968 по 1979 рік Марія Чайковська викладала у Київській консерваторії. У 1979 році вона стала доцентом, а потім у 1992 році — професором Московської консерваторії. З 2002 року вона працює завідувачем кафедри віолончелі та контрабаса. Серед учнів Чайковської є кілька лауреатів міжнародних конкурсів. Вона регулярно проводить концерти та майстер-класи у різних країнах світу та входить до складу журі численних міжнародних конкурсів. В 2006 році Марії Чайковській було присвоєно звання Народна артистка Російської Федерації.

## Нагороди та звання
- Дипломантка Міжнародного конкурсу імені Петра Чайковського (Москва, 1966)
- Лауреатка II премії Всесоюзного конкурсу (Москва, 1966)
- Лауреатка І премії Міжнародного конкурсу віолончелістів імені Пабло Казальса (Будапешт, 1968)
- Заслужена артистка Української РСР (1969)
- Заслужена артистка Російської Федерації (1994)
- Народна артистка Російської Федерації (2006)